# Малая Ивановка (Башкортостан)
Ма́лая Ивано́вка (баш. Бәләкәй Ивановка) — деревня в Аургазинском районе Республики Башкортостан Российской Федерации. Входит в состав Нагадакского сельсовета.
С 2005 современный статус, с 2007 — современное название.

## География
Расстояние до:
- районного центра (Толбазы): 32 км
- центра сельсовета (Татарский Нагадак): 5 км
- ближайшей ж/д платформы (84 км): 0 км

## История
Законом Республики Башкортостан от 20 июля 2005 года N 211-з «О внесении изменений в административно-территориальное устройство Республики Башкортостан в связи с образованием, объединением, упразднением и изменением статуса населенных пунктов, переносом административных центров» поселение железнодорожный барак 84 км Нагадакского сельсовета отнесено к категории сельских населённых пунктов с установлением типа поселения — деревня.
10 сентября 2007 года деревня железнодорожный барак 84 км переименована в Малую Ивановку.

## Население
| 2002 | 2009 | 2010 |
| ---- | ---- | ---- |
| 19   | ↘13  | ↘12  |

## Инфраструктура
Основа экономики — сельское хозяйство, обслуживание путевого хозяйства
однопутной линии Карламан — Мурапталово Башкирского региона Куйбышевской железной дороги.

## Транспорт
Остановочный пункт 84 км на перегоне Тюкунь — Белое Озеро. В паре десятков метров к северу от торца платформы расположена автодорога 80Н-103 и переезд через ж/д пути.